# Playa de Xai-Xai
La Playa de Xai-Xai (en portugués: Praia do Xai-Xai) Es una playa que constituye un destino turístico en el país africano de Mozambique. Situada a unos 10 kilómetros de Xai-Xai, la capital de la provincia de Gaza, (la de Mozambique), la playa atrae a los visitantes que están interesados en explorar el gran arrecife de coral que corre paralelo a la costa. Se localiza específicamente en las coordenadas geográficas 25°07′26″S 34°43′59″E / -25.124, 34.733.